# Універсальний дизайн

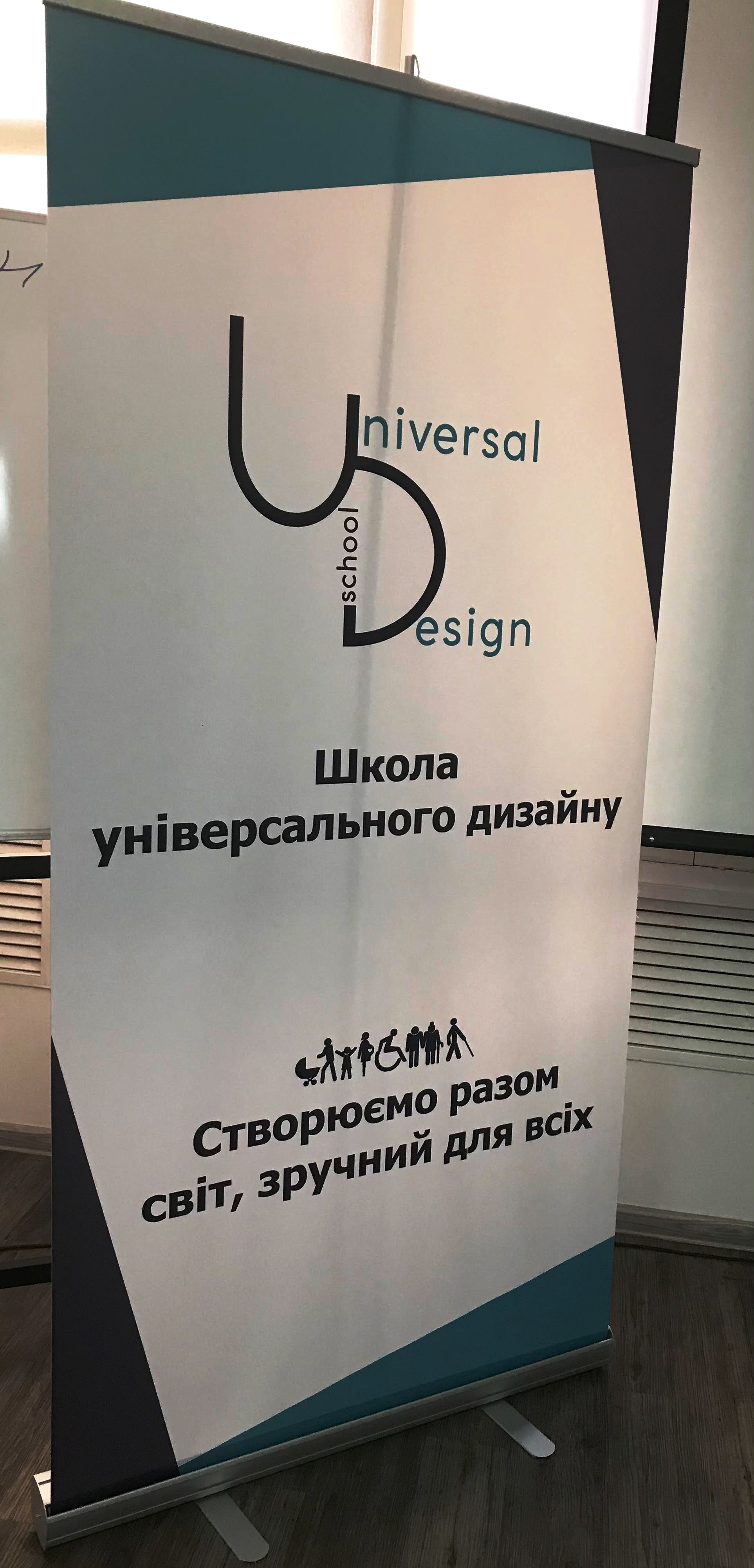
Школа Універсального дизайну в Києві, 2018 р. (стенд)

Універсальний дизайн (англ. universal design) — це дизайн продуктів, середовищ, програм і послуг, які можуть бути використані всіма людьми максимально можливо без необхідності адаптації чи спеціалізованого проектування. Універсальний дизайн не виключає допоміжних пристроїв для конкретних груп людей з інвалідністю, де це необхідно. Метою універсального дизайну є поліпшення життя усіх людей, створення продуктів, інформації та навколишнього середовища, які можуть використовуватися найбільшою кількістю людей. Універсальний дизайн також називають інклюзивним дизайном, дизайном для всіх, а також дизайном на всі випадки життя. 

## Еволюція концепції універсального дизайну
Вперше дизайн навколишнього середовища був визнаний як одна з умов досягнення громадянських прав у «Законі про реабілітацію» (США, 1973 рік). Але правові вимоги до дизайну обмежувались тільки установами, які фінансувались із державних фондів та були зосереджені на потребах людей з проблемами мобільності, в основному тих, хто переміщувався в кріслах колісних, та людей тотально незрячих. У 1970 році американський архітектор Майкл Біднер висловив думку, що функціональний потенціал кожної людини посилюється, коли знімаються довколишні фізичні бар’єри і бар'єри ставлення. Він наполягав на новій концепції доступності, яка має бути ширшою та універсальною, тобто враховувати/задовольняти потреби ширшої групи людей з різними функціональними обмеженнями. У 1987 році групі ірландських дизайнерів на Всесвітньому конгресі промислових дизайнерів «ICSID» вдалося домогтися включення до резолюції норми про те, що дизайнери в своїй роботі мають обов’язково враховувати фактор інвалідності. Вагомий внесок до впровадження принципів доступного дизайну вніс американський архітектор Рональд Мейс. У дитинстві він захворів поліомієлітом і тому все своє життя провів в кріслі колісному. Рональд Мейс вперше домігся введення в Північній Кароліні у 1973 році забезпечення принципів доступності на законодавчому рівні, що стало взірцем і моделлю для інших американських штатів. Він почав використовувати термін «універсальний дизайн» і співставив його з визначенням «доступний дизайн», яке на той час уже використовувалося фахівцями. На його думку, універсальний дизайн не є наукою, стилем або чимось новим унікальним. Він вимагає лише необхідності усвідомлення ринкових відносин і поміркованого підходу: все що проектується і виробляється, має бути таким, щоб ним повною мірою могла користуватися кожна людина.

## Доступність та універсальний дизайн
Поняття доступності стосується маломобільних категорій населення та концентрується переважно на питаннях фізичного доступу до транспорту, будівель і споруд, а також доступу до інформації. Відповідно до офіційного визначення, яке міститься у Державних будівельних нормах України «Будинки і споруди: доступність будинків і споруд для маломобільних груп населення» (2006), “маломобільні групи населення — це люди, що відчувають труднощі при самостійному пересуванні, одержанні послуги, необхідної інформації або при орієнтуванні в просторі”. Таким чином, під дану категорію підпадає доволі велика частка населення. За даними з різних джерел вона становить від 30 до 50% всього населення. До маломобільних груп населення належать:
- вагітні жінки;
- діти до 7-ми років;
- особи, які супроводжують малолітніх дітей;
- люди поважного віку;
- люди з інвалідністю;
- люди з постійними та/або тимчасовими функціональними порушеннями (фізичними, сенсорними, психічними, розумовими);
- люди які отримали тимчасову травму або хворіють;
- люди з нестандартними розмірами тіла: значно більшою або меншою за середню масою тіла, низького чи зависокого зросту;
- люди, які протягом певного часу можуть бути неуважними (наприклад, під впливом стресу).

Доступність (архітектурна, транспортна, інформаційна) важлива для того, щоб маломобільні групи населення мали можливість користуватись своїми правами та брати активну участь у житті суспільства. У багатьох країнах світу будь-яке фізичне обмеження в доступі до інфраструктури вважається формою дискримінації. Доступна розбудована інфраструктура є економічно привабливою; функціонально вона більш гнучка й більш життєздатна, оскільки існує менше потреб для коштовної адаптації на пізніших стадіях. Маломобільні групи населення є цінними споживачами, й належний доступ має розглядатись не тільки як моральне питання, але й як перевага для розвитку та процвітання бізнесу.
На відміну від доступності, універсальний дизайн не вимірюється певними нормами і є радше філософією, що наголошує на створенні однакових умов, зручних для всіх користувачів, без уособлення окремих із них. Це легко пояснюється на прикладі прибудованого пандусу, який є розумним пристосуванням та елементом доступності, але не універсального дизайну. Наявність одного плаского входу, однаково зручного для всіх, буде прикладом універсального дизайну. Універсальний дизайн передбачає застосування елементів доступності та розумних пристосувань там, де неможливо створити рівні умови, але не обмежуючись лише ними. 

## Законодавча база з питань доступності та універсального дизайну в Україні та світі
Головними документами, які регулюють питання доступності на світовому та європейському рівнях, є: Конвенція ООН про права осіб з інвалідністю; Стандартні правила забезпечення рівних можливостей для осіб з інвалідністю; Глобальний етичний кодекс туризму; Рекомендація Ради Європи щодо старіння та інвалідності у ХХІ столітті: стійкі рамки, що сприяють підвищенню якості життя в інклюзивному суспільстві; Резолюція Ради Європи про забезпечення повної участі через універсальний дизайн; Рекомендація Комітету міністрів про план дій Ради Європи щодо сприяння правам і повній участі осіб з інвалідністю в суспільстві: поліпшення якості життя осіб з інвалідністю в Європі в 2006-2015 роках; Керівництво для розробників стандартів щодо задоволення потреб осіб похилого віку та осіб з інвалідністю; Постанова про доступ до повітряного транспорту для осіб з інвалідністю.
До нормативних актів, які застосовуються на європейському рівні з конкретними вимогами до доступності послуг для осіб з інвалідністю, належать: Європейська Постанова про права та обов'язки пасажирів залізничного транспорту; Європейська Постанова про права осіб з інвалідністю та осіб з обмеженими можливостями пересування, які подорожують повітряним транспортом; Директива ЄС про безпеку на морі; Європейська Директива про ліфти та ін. Забезпечення доступності Європи для людей з інвалідністю було ключовою частиною загальної Стратегії ЄС щодо інвалідності на 2010-2020 роки. Одним із заходів цієї стратегії є Нагорода "Access City Award", заснована Європейською Комісією (ЄК) спільно з Європейським форумом з проблем інвалідності. Вона визначає міста, які сьогодні є лідерами в подоланні бар'єрів у Європі. Нагорода вручається місту, яке помітно поліпшило доступність в основних аспектах міського життя, де розвинено середовище та громадський простір, транспорт і пов'язана з ним інфраструктура, інформаційні та комунікаційні технології, наявні громадські об'єкти і послуги. Така система прагне до постійного поліпшення доступності; може служити зразком для наслідування кращих практик іншими європейськими містами. В Україні за ініціативи Доступно.UA  започатковано рейтинг доступності міст "Тостер", з 2017 року відбуваються щорічні Форуми інклюзивності, створено онлайн-мапу доступних локацій тощо.
8 листопада 2018 року Європейський парламент і Рада попередньо погодилися з пропозицією ЄК щодо Європейського закону про доступність. Цей закон охоплює такі продукти і послуги: комп'ютери й операційні системи; банкомати; телефони і смартфони; телевізійне устаткування, пов'язане з послугами цифрового телебачення; аудіовізуальні медіа-послуги; послуги, пов'язані з повітряним, автобусним, залізничним і водним пасажирським транспортом; банківські послуги; електронні книги; електронну комерцію.
На шляху інтеграції до європейського та світового співтовариства Україна ратифікувала низку міжнародних правових актів, які здійснили певний вплив на формування національної державної політики і практики щодо забезпечення рівних можливостей для всіх громадян, упровадження принципів доступності в різні сфери життєдіяльності осіб з інвалідністю. Більшість положень цих актів трансформовано в національне законодавство. Широкий спектр дій щодо осіб з інвалідністю визначає Закон України "Про основи соціальної захищеності осіб з інвалідністю". Крім того, з метою врегулювання правового положення окремих груп осіб з інвалідністю та забезпечення принципів доступності прийнято: Закони України: "Про соціальні послуги", "Про регулювання містобудівної діяльності", "Про доступ до публічної інформації", "Про захист прав споживачів", "Про транспорт", "Про внесення змін до деяких законодавчих актів України щодо посилення відповідальності та вдосконалення державного регулювання у сфері містобудівної діяльності"; Укази Президента України; Постанови Кабінету Міністрів України. Важливо, що прийнято також низку документів, спрямованих на залучення представників громадських організацій осіб з інвалідністю до підготовки та прийняття рішень, які впливають на їхнє життя. У 2009 році була затверджена Державна програма "Безбар'єрна Україна", на підставі якої прийнято обласні програми щодо створення доступного середовища та забезпечення транспортної доступності. На жаль, виконання даної програми не відбувається в тих обсягах, які заплановано. Громадські організації вважають, що однією з причин цього є відсутність ефективного механізму контролю за її виконанням, а також відсутність розуміння у посадових осіб соціальної та економічної переваги дотримання принципів доступності та універсального дизайну. З метою приведення законодавства України у відповідність до положень Конвенції ООН про права людей з інвалідністю та на виконання Державної цільової програми "Національний план дій з реалізації Конвенції про права людей з інвалідністю" на період до 2020 року вносилися зміни до існуючих нормативних документів і розроблялися нові відповідно до міжнародних стандартів щодо питань універсального дизайну та доступності (архітектурної, транспортної, інформаційної). Наприклад, у квітні 2018 року уряд затвердив три нові Державні будівельні норми (ДБН) – "Планування і забудова територій", "Вулиці та дороги", "Будинки і споруди. Заклади освіти". За новими нормами всі будинки та споруди в Україні, а також необхідна інфраструктура повинні обов'язково проектуватися з елементами доступності. Упровадження цих ДБН є вагомим кроком до створення реального безбар'єрного середовища в Україні й однією з першочергових вимог у зв'язку з ратифікацією Конвенції ООН про права осіб з інвалідністю та Угоди про асоціацію з ЄС. На Урядовому порталі опубліковано розпорядження Кабінету Міністрів України від 14 квітня 2021 р. №366-р «Про схвалення Національної стратегії із створення безбар’єрного простору в Україні на період до 2030 року». Головна мета стратегії – створення безперешкодного середовища для усіх без виключення груп населення, забезпечення рівних можливостей кожній людині реалізовувати свої права, отримувати послуги на рівні з іншими, шляхом інтегрування фізичної, інформаційної, цифрової, соціальної та громадянської, економічної та освітньої безбар’єрності до всіх сфер державної політики.

## Принципи універсального дизайну
Виділяють сім принципів універсального дизайну:
1. Рівність та доступність використання
Універсальний дизайн має бути зручним для людей із різними можливостями. Він не наголошує на особливостях окремих груп людей, а робить простір, середовище чи послуги максимально зручними для всіх.
2. Гнучкість використання
Дизайн повинен мати можливість індивідуальних налаштувань та відповідати різним уподобанням і можливостям користувачів.
3. Простота й інтуїтивність використання
Дизайн продукту та послуги – простий та інтуїтивно зрозумілий будь-якій особі незалежно від особистого досвіду, освіти, лінгвістичних навичок, віку, рівня концентрації уваги на певний момент.
4. Доступно викладена інформація
Незалежно від можливостей сприйняття або зовнішніх умов користувач отримує необхідну інформацію завдяки дизайну.
5. Терпимість до помилок
Дизайн має звести до мінімуму можливість виникнення ризиків та негативних наслідків у разі випадкових або непередбачуваних дій користувачів.
6. Малі фізичні зусилля
Користування приладом або конструкцією не повинне вимагати від людини великих зусиль. Дизайн не призводить до втоми.
7. Наявність необхідного розміру, місця, простору
Дизайн має враховувати наявність необхідного розміру і простору при підході, під’їзді тощо, незважаючи на фізичні розміри, стан та мобільність користувача.

## Приклади універсального дизайну
Принципи універсального дизайну впроваджують у різних сферах та для різних груп людей. Можна навести чимало прикладів втілення цих принципів на практиці:
- Відсутність сходів до будівлі – один плаский вхід для всіх.
- Вхід із розсувними дверима в супермаркетах, аеропортах, лікарнях та інших установах комерційного і громадського призначення.
- Навчальні матеріали, які враховують можливості різних дітей.
- Інформація в доступних форматах на вебсайтах компаній та організацій, якою зможуть скористатися різні клієнти.
- Поручні різних рівнів у транспорті.
- Стійки різної висоти для клієнтів банку; розташування банкоматів на висоті, доступній для кожної людини, у тому числі для тих, хто пересувається в інвалідному візку.
- Титрування новин та інформаційних повідомлень.
- Можливість вибрати дитяче, вегетаріанське, халяльне або кошерне меню під час авіаперельоту, відвідування конференції, семінару та ін.
- Ручка важільного типу на дверях, що є максимально зручною для більшості людей, незважаючи на можливі функціональні обмеження рук.
- Автобус із підйомником або висувним пристроєм для заїзду.
- Обладнання офісних робочих місць (наприклад, стільці, столи, які регулюються за висотою).
- Шкільні парти, які регулюються за висотою.
- Можливість коригувати висоту робочого столу, стільця тощо.
- Різні варіанти підйому – сходи, ескалатор, ліфт.
- Можливість придбати речі (одяг, їжу, квиток, ліки тощо) як у точці продажу, так і через Інтернет.
- Різні види піктограм.
- Проста та зрозуміла інструкція щодо користування приладом.
- Карта місцевості, яка є максимально зрозумілою для всіх завдяки використанню піктограм, читабельному шрифту та інтуїтивному упорядкуванню інформації.
- Чіткі та інтуїтивно зрозумілі кнопки управління на виробництві, в готелях, на побутових товарах тощо.
- Оптимальна та зручна розкладка продуктів і товарів у супермаркеті.
- Цінники, які, окрім назви та ціни (великими літерами), також містять зображення товару.
- Контрастні кольори стін та підлоги в приміщенні, які можуть одночасно спрощувати орієнтування та вказувати напрямок до входу або виходу.
- Субтитри на екрані телевізора.
- Зрозумілі піктограми в громадських місцях.
- Назви вулиць, подані великим шрифтом.
- Інформація про зупинки, що дублюється – усно і на табло у транспорті (якщо людина не чує або їде в навушниках).
- Інформація на вебсайтах, викладена у доступних форматах (наприклад, новинний портал може дублювати інформацію в текстовому, аудіо- та відеоформатах; вебсайт може мати опцію зміни розміру шрифту, відключення кольорів зі збереженням чорно-білого формату для створення контрасту тощо).
- Підсвічування сходів бажано застосовувати у приватних будівлях та обов’язково використовувати в місцях громадського користування, як-от у кінотеатрі.
- Тактильна лінія яскравого жовтого кольору, щоб людина не оступилися в метро.
- Неслизька підлога, що мінімізує ризик посковзнутися і впасти.
- При видаленні файлу з комп’ютера програма уточнює, чи дійсно користувач хоче це зробити.
- Неправильне використання предмету не виводить його одразу з ладу (електрочайник не вмикається, якщо в ньому немає води; не до кінця закритий холодильник видає звукове попередження тощо).
- Кольорове маркування на дверях, наприклад, жовта стрічка на скляних дверях (багато людей не помічають скляні двері), а також використання дверей контрастного кольору порівняно зі стінами допомагає зорієнтуватися, особливо людям зі слабим зором.
- Двері, що легко відчиняються (наприклад, людина з пакетами покупок легко може відкрити їх ліктем).
- Вмикач на висоті, зручній для кожного, у тому числі для дитини.
- Горизонтальні рухомі доріжки в аеропортах, що полегшують пересування з багажем між терміналами чи в зоні відльоту.
- Лавки в зонах очікування в метро чи на автобусних зупинках, у парках, біля магазинів, аптек тощо.
- Широкий ліфт.
- Широкі автоматичні розсувні двері для проїзду мами чи тата з дитячим візком або людини, яка пересувається в кріслі колісному.
- Широкі турнікети в метро та в інших громадських місцях є зручними для всіх незалежно від ваги, зросту, наявності широкої валізи, візочка.
- Достатньо простору в кабінеті лікаря, щоб будь-яка людина змогла пройти медогляд.
- Достатньо простору в туалетній кабінці.
- Достатньо широкі проходи в приміщеннях для безперешкодного пересування різних категорій людей.
- Достатньо простору в магазинах та кафе для клієнтів, які користуються кріслами колісними, а також родин, які хочуть відпочити з маленькими дітьми.

## Школа універсального дизайну в Україні
Перша в Україні школа універсального дизайну відбулася у Києві 28-31 серпня 2018 р. для викладачів закладів вищої освіти та 29 вересня-20 жовтня 2018 р. – для студентів. Її мета – підвищити обізнаність і сформувати спільноту фахівців різних напрямів із застосування принципів універсального дизайну. Школу започаткували в рамках Спільної Програми ПРООН, ВООЗ та МОП «Сприяння інтеграційній політиці та послугам для людей з інвалідністю в Україні». Слухачі школи вивчали, що таке універсальний дизайн, доступність, в тому числі послуг, інформації та приміщень, якими є принципи універсального дизайну та як їх практично втілювати у різних сферах: освіті, архітектурі та будівництві, охороні здоров’я, індустрії моди, туризмі тощо. Після завершення школи працівниці Спільної Програми разом з кількома випускниками та випускницями школи заснували експертну спільноту Pro.UD | Універсальний дизайн, яка продовжила діяльність шкіл універсального дизайну та запровадила ряд нових ініціатив, зокрема, розроблено серію відеоуроків про доступність і універсальний дизайн та створено буклет “Універсальний дизайн у громаді: простір, предмети, інформація та послуги”. 